# العلاقات الأوزبكستانية الإسرائيلية
العلاقات الأوزبكستانية الإسرائيلية هي العلاقات الثنائية التي تجمع بين أوزبكستان وإسرائيل.

## مقارنة بين البلدين
هذه مقارنة عامة ومرجعية للدولتين:
| وجه المقارنة                                              | أوزبكستان       | إسرائيل                                                             |
| --------------------------------------------------------- | --------------- | ------------------------------------------------------------------- |
| المساحة (كم2)                                             | 448.98 ألف      | 20.77 ألف                                                           |
| عدد السكان (نسمة)                                         | 32.39 مليون     | 8.89 مليون                                                          |
| الكثافة السكانية (ن./كم²)                                 | 72.14           | 428.02                                                              |
| العاصمة                                                   | طشقند           | القدس                                                               |
| اللغة الرسمية                                             | اللغة الأوزبكية | اللغة العبرية، اللغة العربية                                        |
| العملة                                                    | سوم أوزبكستاني  | شيكل إسرائيلي جديد، شيكل إسرائيلي قديم، جنيه فلسطيني، جنيه إسرائيلي |
| الناتج المحلي الإجمالي (بليون دولار)                      | 48.72 مليار     | 350.85 مليار                                                        |
| الناتج المحلي الإجمالي (تعادل القوة الشرائية) بليون دولار | 190.50 مليار    | 306.51 مليار                                                        |
| الناتج المحلي الإجمالي الاسمي للفرد دولار أمريكي          | 2.13 ألف        | 35.73 ألف                                                           |
| الناتج المحلي الإجمالي للفرد دولار أمريكي                 | 5.57 ألف        | 36.58 ألف                                                           |
| مؤشر التنمية البشرية                                      | 0.675           | 0.899                                                               |
| رمز المكالمات الدولي                                      | +998            | +972                                                                |
| رمز الإنترنت                                              | .uz             | .il                                                                 |
| المنطقة الزمنية                                           | ت ع م+05:00     | توقيت إسرائيل، Israel Summer Time ‏                                  |

## منظمات دولية مشتركة
يشترك البلدان في عضوية مجموعة من المنظمات الدولية، منها:
| علم المنظمة | اسم المنظمة                               | تاريخ انضمام أوزبكستان | تاريخ انضمام إسرائيل |
| ----------- | ----------------------------------------- | ---------------------- | -------------------- |
|             | مؤسسة التنمية الدولية                     | 24 سبتمبر 1992         | 22 ديسمبر 1960       |
|             | الأمم المتحدة                             | 2 مارس 1992            | 11 مايو 1949         |
|             | منظمة الشرطة الجنائية الدولية             | ?                      | ?                    |
|             | المركز الدولي لتسوية المنازعات الاستشارية | 25 أغسطس 1995          | 22 يوليو 1983        |
|             | الاتحاد الدولي للاتصالات                  | 10 يوليو 1992          | 24 يونيو 1948        |
|             | الفريق المعني برصد الأرض                  | ?                      | ?                    |
|             | البنك الدولي للإنشاء والتعمير             | 21 سبتمبر 1992         | 12 يوليو 1954        |
|             | الاتحاد البريدي العالمي                   | ?                      | ?                    |
|             | مؤسسة التمويل الدولية                     | 30 سبتمبر 1993         | 26 سبتمبر 1956       |
|             | وكالة ضمان الاستثمار متعدد الأطراف        | 4 نوفمبر 1993          | 21 مايو 1992         |
|             | يونسكو                                    | 26 أكتوبر 1993         | 16 سبتمبر 1949       |

## وصلات خارجية
- موقع وزارة الخارجية الأوزبكستانية
- موقع وزارة الخارجية الإسرائيلية